# Distrikt Santa Rosa de Sacco
Der Distrikt Santa Rosa de Sacco liegt in der Provinz Yauli in der Region Junín in Zentral-Peru. Der Distrikt wurde am 1. Juni 1968 gegründet. Er hat eine Fläche von 100 km². Beim Zensus 2017 lebten 9060 Einwohner im Distrikt. Im Jahr 1993 lag die Einwohnerzahl bei 12.092, im Jahr 2007 bei 11.297. Die Distriktverwaltung befindet sich in der 3845 m hoch gelegenen Kleinstadt Santa Rosa de Sacco mit 9038 Einwohnern (Stand 2017). Santa Rosa de Sacco liegt am linken Flussufer des Río Yauli 4,5 km südwestlich der Provinzhauptstadt La Oroya.

## Geographische Lage
Der Distrikt Santa Rosa de Sacco liegt im Nordosten der Provinz Yauli im Andenhochland. Entlang der nordöstlichen Distriktgrenze verläuft der Oberlauf des Río Mantaro nach Süden. Dessen Nebenfluss Río Yauli fließt entlang der südöstlichen Distriktgrenze nach Norden. Der Distrikt hat eine Längsausdehnung in SW-NO-Richtung von 15 km sowie eine maximale Breite von 11 km.
Der Distrikt Santa Rosa de Sacco grenzt im Norden an den Distrikt Paccha, im Nordosten an den Distrikt Junín (Provinz Junín), im Nordosten und Südosten an den Distrikt La Oroya, im Südwesten an den Distrikt Yauli sowie im Westen an den Distrikt Morococha.